# Indicatif de radiodiffusion aux États-Unis
De nombreux pays ont des conventions spécifiques pour la classification d'appel suivant les caractéristiques de l'émetteur et la localisation. En Amérique du Nord notamment en radio et en télévision les indicatifs de radiodiffusion font appel à un certain nombre de conventions. Tous les indicatifs commencent avec un préfixe attribué par l'Union internationale des télécommunications suivant le pays.

## États-Unis
Aux États-Unis, les stations de diffusion ont un indicatif de 3 à 6 caractères même si 4 caractères est le nombre minimal pour les nouvelles stations. En règle générale, les stations de l'ouest du Mississippi ont l'indicatif K et à l'est l'indicatif W.